# Zinnendorfski obred
Zinnendorfski obred (njem. Zinnendorf-Ritual ili Zinnendorf System) je slobodnozidarski obred kojeg je razvio pruski liječnik i slobodni zidar Johann Wilhelm von Zinnendorf, osnivač i prvi veliki majstor Velike državne lože slobodnih zidara Njemačke za njene potrebe, a po uzoru na Švedski obred.
Pored loža pod okriljem Velike državne lože Njemačke po ovom obredu radi i nekoliko loža pod okriljem Velike lože Latvije, ali samo na simboličkim stupnjevima.

## Povijest
Zinnendorf je bio jedan od najpoznatijih i najaktivnijih slobodnih zidara u tadašnjoj Njemačkoj. Prvi put je primljen 1757. godine u Loži "Philadelphia i tri zlatne ruke" u rodnom Halleu, ali ju je nakon nekoliko mjeseci morao napustiti zbog preseljenja. Godinu kasnije, pridružio se Loži "Tri mrtva kostura" u Wrocławu, da bi 1763. postao je članom Velike matične lože "Tri globusa" iz Berlina. Međutim, iste godine engleski veliki majstor odbio je konstituciju berlinske velike lože, što je rezultiralo prekidom odnosa s Velikom ložom Engleske. Zinnendorf se tada okrenuo sustavu Stroge opservancije i 1764. godine postao prefekt za Berlin.
Godine 1765. postao je sudjelovao u osnivanju lože "Tri mača" u Halleu. Uskoro dolazi u sukob s učenjima Stroge opservancije te 1766. napušta taj obred i počinje prakticirati Švedski sustav. Godine 1767. napustio je svoju dotadašnju ložu. Već 1769. ponovno aktivira berlinsku Ložu "Tri zlatna ključa" po švedskom sustavu, koja je u Halleu djelovala od 1743. do 1749. godine.
Godine 1770. Zinnendorf je utemeljio Veliku državnu ložu slobodnih zidara Njemačke, gdje je preuzeo dužnost zamjenika velikog majstora, dok je od 1774. do 1775., te ponovno od 1780. do svoje smrti, obnašao dužnost velikog majstora.

## Struktura stupnjeva
Vidi još: Švedski obred#Pregled stupnjeva
Stupnjevi u Zinnendorfskom obredu su:
- Stupnjevi sv. Ivana
  - 1° – učenik sv. Ivana (njem. Johannislehrling)
  - 2° – pomoćnik sv. Ivana (Johannisgeselle)
  - 3° – majstor sv. Ivana (Johannismeister)
- Stupnjevi sv. Andrije
  - 4° – učenik i pomoćnik sv. Andrije (Andreaslehrling, -geselle)
  - 5° – majstor sv. Andrije (Andreasmeister)
- Stupnjevi kapitela 
  - 6° – vitez od Istoka, brat Stuart, princ od Jeruzalema (Ritter des Ostens, Stuartbruder, Prinz von Jerusalem)
  - 7° – vitez Zapada, isto tako i Solomonov povjerenik (Ritter des Westens, auch Vertrauter Salomos)
  - 8° – povjernik lože sv. Ivana (Vertrauter der Johannisloge)
  - 9° – odabrani, isto tako i povjernik sv. Andrije; Andrijev povjerenik (Auserwählter, auch Vertrauter des heiligen Andreas; Andreas-Vertrauter)